# Városnézés

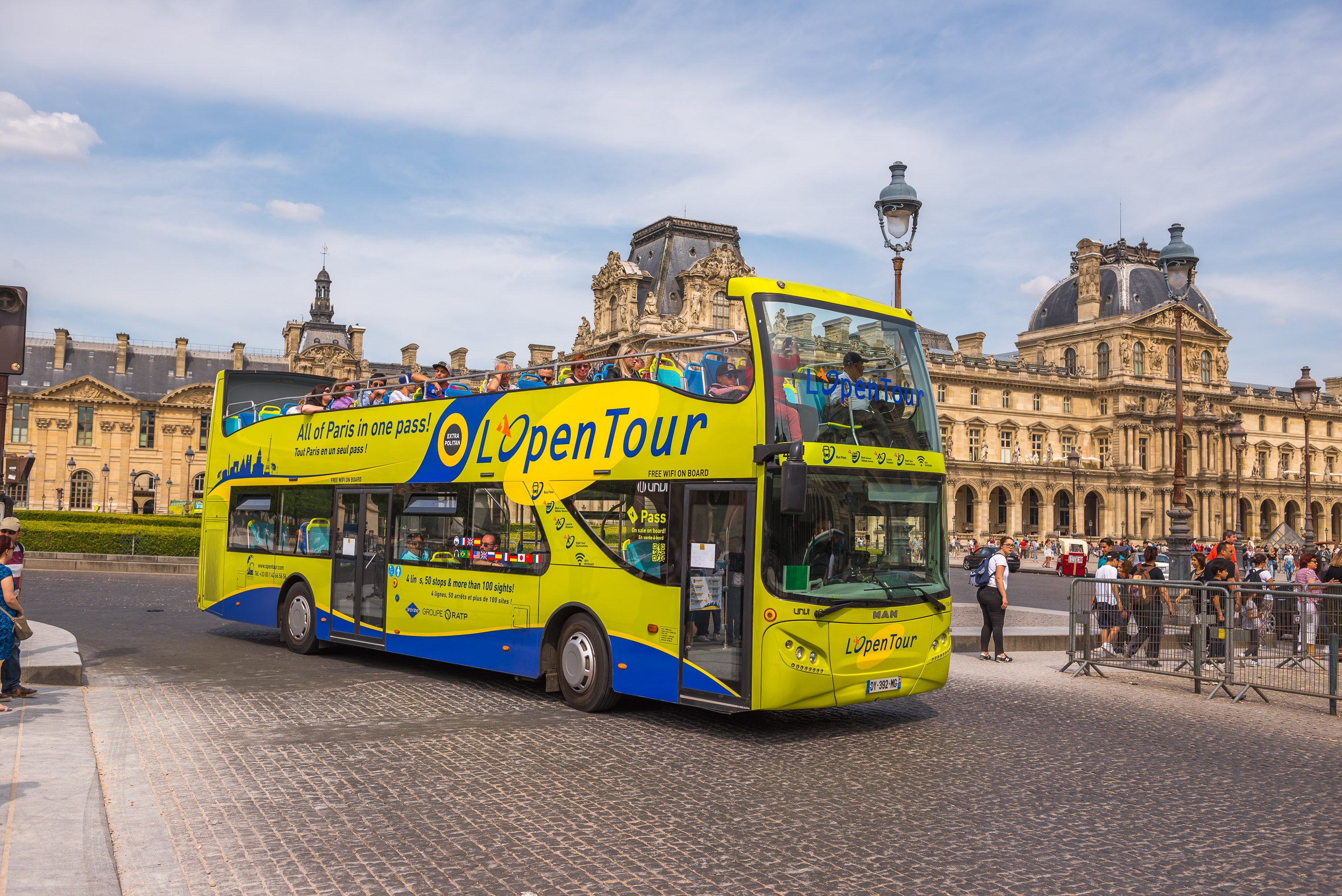
Városnéző busz Párizsban

A városnézés alkalmával egy várost, annak kultúráját, az ottani szórakozási lehetőségeket, építészetét, rendezvényeit, gasztronómiáját és az általa kínált vásárlási lehetőségeket fedezzük fel.
A városnézés történhet csoportos vagy egyéni szervezésben. Találunk városnéző túrákat utazási irodák és utazásszervezők kínálatában, vagy magunk is összeállíthatjuk a programot.

## Története
A városnézések története messzire nyúlik vissza. A városok számos zarándokút célpontja voltak. A XVII. századi ifjú nyugat-európai arisztokraták életének szinte kötelező programja, a nagy körutazás (Grand Tour) általában szintén egy városba vezetett. Kereskedelmi, kongresszusi, politikai célokból szintén legtöbbször városokban találkoztak (például: Trienti zsinat, birodalmi gyűlés, lipcsei vásár, bécsi kongresszus). Az idegenforgalom tömeges turizmussá válása azonban nem a városok kulturális jellegéhez kötődik, sokkal inkább a városokból való menekülés idézte elő. Az idegenforgalmi kutatások a városlátogatásokat magától értetődőnek tekintette, ezért nem szentelt a témának részletesen figyelmet. Az idegenforgalom csupán az 1980-as években kezdett a városlátogatásokkal foglalkozni.
A városok, mint úticélok szerkezetileg különböznek a tengerparti vagy vidéki desztinációktól. A városokba utazók célcsoportja és az átutazók között sokkal kisebb a különbség a kínálat tekintetében a vidéki vagy a tengerparti úti célokhoz képest. Különböző látványosságok gyakran mindkét célcsoport számára hasonlóan vonzóak. Minél nagyobb a város, annál kevésbé lehet különbséget tenni a látogatók és az ottlakók igényei között. A városok kulturális, gasztronómiai és szórakozási kínálata ritkán vagy egyáltalán nem kizárólag a turisták számára nyitottak, és ugyanez elmondható a szabadtéri helyszínekre, mint a parkok, vidámparkok, állatkertek, stb. Emiatt a szoros összefonódás miatt, valamint az infrastruktúra közös használata révén számos, a városi turizmust érintő kérdés egyben az átfogó várospolitikát és az általános turisztikát érinti.
A városi idegenforgalom ilyen arányú fejlődése következtében a turizmust kutatók egyre nagyobb figyelmet kezdtek fordítani arra, milyen hatást fejt ki a városlátogatás a klasszikus látnivalókban szegény városnegyedekben elhelyezkedő szállásokra. Ebben az összefüggésben használatos a turisztifikáció illetve dzsentrifikáció szakkifejezés az egyes városrészek lakossági arányának, illetve kínálatának, felszereltségének megváltozására.

## Utazási motivációk
A városnézés legfontosabb motivációja egy különleges és érdekes hely meglátogatásának vágya. Ismertségük miatt ebben fontos szerepet játszanak a kulturális és társadalmi látnivalók, érdekességek. Már az Európát körbeutazó ifjú nemesek számára fontos úti célok voltak az itáliai reneszánsz városok, melyeknek kultúrkincsét megcsodálhatták.
Ma a hagyományos és modern kultúra találkozása egy másik fontos indítéka a városi idegenforgalom fejlődésének. A városok legfontosabb vonzereje a kulturális- és rendezvénykínálat: egy hangulatos és különleges városkép, jelentős múzeumok vagy emlékművek, piacok, kávéházak, különleges helyszínek, zenei illetve színházi események tartoznak ide. A városokat hangulatuk miatt látogatjuk szívesen. A városok a kulturális kulináció helyszínei: a kulturális látnivalók és események elsősorban a városközpontokban összpontosulnak és halmozódnak. A városlátogatás érdekességéhez egyéb fontos tényezők is hozzájárulnak, mint például a különféle események vagy a vásárlási lehetőségek.

## Csomagtúrák
A bevásárlóturizmust és az üzleti turizmust (különös tekintettel a kongresszusokra) is magában foglaló városlátogatás iránt figyelemre méltó keresletet mutatkozik. A legtöbb utazó sokkal inkább értékeli egy városlátogatás vagy hosszabb-rövidebb kulturális körutazás sokszínűségét, mint bármely más üdülési formát. A városlátogató túrák különleges programokat és szállásokat kínálnak – például egy velencei palazzóban vagy egy Dublin melletti kastélyban. Az utazásszervezők új, sikeresnek ígérkező divatnak látják a városlátogatást.
Az egyéneknek, illetve csoportoknak szóló városnéző túrákat formálisan a következőképp csoportosíthatjuk a célközönség alapján: osztálykirándulások, ifjúsági ajánlatok, tanulmányutak, szenior túrák, eseménylátogatások. Egy ilyen utazás legfőbb jellemzője és előnye, hogy csomagáron kínálhatjuk a ki- és beutazás, a szállás, és gyakran az olyan programok összességét, mint a városnézés, múzeum- vagy kastélylátogatás, színház- illetve koncertkínálat, és kirándulások. Az utazásszervező rendkívül kedvező áron hirdetheti meg az utat (“xxxx város már 99 eurótól). A csomagárak vonzereje függ attól, mekkora a távolság az utas otthona és a választott úti cél között, azonban népszerűségük csökkenő tendenciát mutat az interneten könnyen elérhető olcsó foglalási lehetőségek miatt is.

## Egyéni szervezés
Az egyéni városlátogatás előnye, hogy az utas nem előre megszervezett programot követ, hanem útközben adódó látványosságokat nézi meg (ha akarja), és messzemenően a saját ritmusa és igényei szerint alakítja útját. Sok vendég az indulás előtt az interneten gyűjt információt úticéljáról, főleg ha első alkalommal jár az adott városban. Ennek okán egyre több városnak és hivatalos idegenforgalmi szolgáltatásának készül (nemcsak) weboldala, hanem a Web-2.0-filozófiának megfelelően kialakított információs platformja, amelyen minden résztvevő közzéteheti, illetve értékelheti élményeit és tapasztalatait. Sokak által használt továbbra is információforrás a nyomtatott útikalauz valamint az úgynevezett Audio City Guide (hangos útikalauz), amelyre a látnivalókat MP3-as lejátszón megjeleníthető Audio-Clipek formájában írják fel. A vendégektől kapott válaszok alapján mondhatjuk, hogy a városlátogatások legfontosabb motivációja még mindig a szájpropaganda – azaz azért mennek egy adott helyet megnézni, mert a barátaik vagy rokonaik azt mesélték nekik, hogy ott szép és kellemes.
Az egyéni szervezésű városlátogatások száma jelenleg emelkedő tendenciát mutat, köszönhetően többek között a webes utazási irodáknak, amelyek kiszolgálják az utazók egyre nagyobb online jegyvásárlási és last minute foglalási igényeit, valamint számos szálloda és hotelszoba-foglalási központ internetes jelenlétének. Ezenkívül számtalan elektronikus információ áll a vendégek rendelkezésére, aminek segítségével maguk tervezhetik meg hogyan és mikor utaznak, kiválaszthatják és lefoglalhatják a szállásukat.

## Jelenleg
A városlátogatások az utóbbi években rendkívül népszerűek lettek. Az európai városok látogatottsága 1995 és 2005 között évente átlagosan 3%-kal növekedett. A tíz legjelentősebb európai úticél:
- London (2006: 50,4 millió vendégéjszaka)
- Párizs (2007: 35,7 millió vendégéjszaka)
- Róma (2007: 20,2 millió vendégéjszaka)
- Berlin (2007: 17,3 millió vendégéjszaka)
- Barcelona (2007: 15,3 millió vendégéjszaka)
- Madrid (2007: 14,2 millió vendégéjszaka)
- Prága (2007: 12,2 millió vendégéjszaka)
- Bécs (2007: 10,4 millió vendégéjszaka)
- Dublin (2007: 9,6 millió vendégéjszaka)
- München (2007: 9,5 millió vendégéjszaka)

Összehasonlításul: Budapest (2007: 5,3 millió  2018: 10,3 millió, vendégéjszaka)
London és Dublin kivételével a városok által nyilvánosságra hozott vendégéjszakák száma nem tartalmazza a baráti, illetve rokoni látogatásokat, amelyek sokkal gyakoribbak a városi, mint a vidéki idegenforgalomban. A Dijonban kiadott European Cities' Visitors Report 2008 (Európai városok látogatottsági indexe 2008-ban) című jelentés analógiájára a megfelelő összehasonlítás érdekében a londoni és dublini számokból nem több, mint 40%-ot levontak
Egyértelmű összefüggés mutatkozik a fapados légitársaságok térnyerése és a városokban eltöltött vendégéjszakák számaránya között. Az 1990-es évek közepén megnőtt az Ibériai-félszigeten töltött vendégéjszakák száma, ami megnövekedett érdeklődésre utal Kelet-Európa irányába. A jövőben erősebb utasforgalomra számíthatunk az Európán kívüli országok felé (Földközi-tenger észak-afrikai partja, az Egyesült Államok keleti partja).
Az olcsó légijáratkínálat mellett a rugalmasabb munkaidő (rövidebb szabadságok), valamint a gyermektelen illetve egyedülálló háztartások arányának ugrásszerű megnövekedése az ok a városlátogatások iránti igény megnövekedésére. Az utóbbi időben a városok egyre nagyobb marketingtevékenységet folytatnak, illetve eseményeket és nagy rendezvényeket szerveznek, hogy így csábítsák oda a látogatókat.
A 2007 óta erősen megnövekedett olajárak azt az aggodalmat keltik, hogy a jövőben a repülőjegyárak jelentősen meg fognak drágulni. Ez jelentős következményekkel járna a nemzetközi városlátogató turizmusra nézve. Még nem lehet egészen felmérni a 2008 őszén kitört világgazdasági válságnak a városlátogatások forgalmára gyakorolt hatásait, az üzleti turizmusban azonban mindenképpen veszteséggel kell számolni.

## Fordítás
Ez a szócikk részben vagy egészben  a    Städtereise  című német Wikipédia-szócikk ezen változatának fordításán alapul.  Az eredeti cikk szerkesztőit annak laptörténete sorolja fel. Ez a jelzés csupán a megfogalmazás eredetét és a szerzői jogokat jelzi, nem szolgál a cikkben szereplő információk forrásmegjelöléseként.